# Columbus Panhandles/Tigers

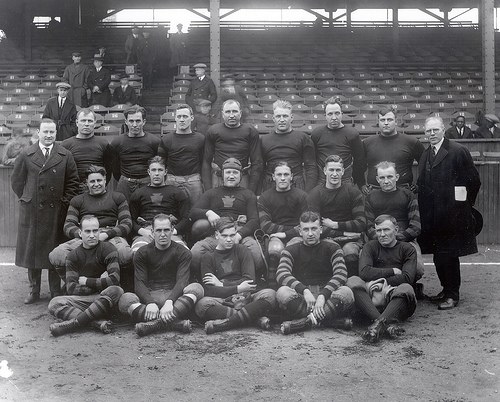
Los Colombus Panhandles después de un partido

Los Columbus Panhandles fue un equipo  de fútbol profesional de la NFL con sede en Columbus, Ohio. El club fue fundado en 1901 por los trabajadores en las tiendas Panhandle de los Ferrocarriles de Pensilvania. Originalmente, eran una parte de Ohio League, a partir de 1904, antes de retirarse y después de una temporada. Tres años más tarde, el equipo intentó de nuevo y jugó en la Ohio League
de 1907-1919, sin ganar un campeonato, antes de convertirse en miembros fundadores de la National Football League (NFL) -primeramente 
llamada American Professional Football Association (APFA).
A los Panhandles se acreditan el hecho de jugar el primer partido de la NFL contra otro oponente de la NFL. No tienen campeonatos de la NFL, 
pero Joseph Carr, el dueño del equipo de 1907 a 1922, está consagrado en el Salón de la fama 
por su trabajo como presidente de la NFL.

## Miembros del Salón de la Fama
- Joseph Carr[2]

## Temporadas
| [ 3 ]      | Año  | V | D | E | Resultado | Entrenador(es)              |
| ---------- | ---- | - | - | - | --------- | --------------------------- |
| Panhandles | 1920 | 2 | 7 | 0 | 13.º      | Ted Nesser                  |
| Panhandles | 1921 | 2 | 5 | 1 | 17.º      | Ted Nesser                  |
| Panhandles | 1922 | 2 | 5 | 1 | 18.º      | Herb Dell                   |
| Tigers     | 1923 | 2 | 5 | 1 | 8.º       | Pete Stinchcomb, Gus Tebell |
| Tigers     | 1924 | 8 | 3 | 0 | 10.º      | Red Weaver                  |
| Tigers     | 1925 | 8 | 3 | 0 | 20.º      | Red Weaver                  |
| Tigers     | 1926 | 8 | 3 | 0 | 19.º      | Jack Heldt                  |